# Muñogrande
Muñogrande es un municipio y localidad española de la provincia de Ávila, en la comunidad autónoma de Castilla y León. El término municipal, que incluye los núcleos de Muñogrande y Castilblanco, tiene una población de 74 habitantes (INE 2024).

## Geografía
La localidad de Muñogrande está situada a una altitud de 941 m sobre el nivel del mar.
| Noroeste: Crespos   | Norte: Viñegra de Moraña | Noreste: Albornos                                      |
| Oeste: Vita         |                          | Este: Albornos                                         |
| Suroeste: El Parral | Sur: Sigeres             | Sureste: Santo Tomé de Zabarcos y San Pedro del Arroyo |

## Historia
Hacia mediados del siglo XIX, el lugar tenía contabilizada una población de 115 habitantes. Aparece descrito en el decimoprimer volumen del Diccionario geográfico-estadístico-histórico de España y sus posesiones de Ultramar de Pascual Madoz de la siguiente manera:

MUÑO-GRANDE: l. con ayunt. de la prov., part. jud. y dióc. de Avila (4 leg.), aud. terr. de Madrid (20), c. g. de 
Castilla la Vieja (Valladolid 16): sit. á orillas del r. Arevalillo, le combaten todos los vientos, y su clima es mediano: tiene 30 casas de inferior construccion, y una igl. parr. (San Pedro Apóstol) con curato de segundo ascenso y de provision ordinaria: tiene un anejo en Castilblanco. Confina el térm. con los de Viñegra de Moraña, Castilblanco, Montalvo y Papatrigo: comprende 2,094 fan., 1,736 de tierras cultivadas y 358 de incultas: es pueblo escaso de aguas: el terreno es de regular calidad. caminos: de herradura que dirigen á los pueblos limítrofes en mal estado: el correo se recibe en la cab. del part. prod.: trigo, cebada, centeno, algarrobas y pastos: mantiene ganado lanar y cria caza menor. pobl.: 28 vec., 115 alm. cap. prod.: 395,850 rs. imp.: 15,834. ind.: 1,550. contr.: 3,619 rs. 2 mrs.
(Madoz, 1848, p. 691)

## Demografía
Muñogrande cuenta con una población de 74 habitantes (INE 2024).
| Gráfica de evolución demográfica de Muñogrande entre 1842 y 2021 |
| |
| Población de derecho según los censos de población del INE. Población de hecho según los censos de población del INE.Entre el censo de 1857 y el anterior, crece el término del municipio porque incorpora a Castilblanco. |